# 2K China
2K China — бывшая китайская компания-разработчик компьютерных игр. Имела две студии. Была основана в 2006 году как подразделение Take-Two Interactive и является частью бренда 2K Games. Основное назначение компании — разработка собственных проектов, локализация игр основного бренда для китайского рынка, портирование игр на другие платформы. Закрыта в 2015 году.

## История компании
2K China имела две студии: в 2006 году была основана 2K China Hangzhou Studio в Ханчжоу, Чжэцзян, для разработки мобильных и консольных игр, затем в июне 2011 года была создана вторая студия — 2K China Chengdu Studio — на площади Тянь Фу, Чэнду, Сычуань (отвечала за тестирование игр и контроль качества).
Первым проектом стала игра Civilization IV, локализованная для китайского рынка. Кроме того, одним из наиболее известных проектов компании стала игра BioShock 2 2010 года, созданная в кооперативе с несколькими другими компаниями. Генеральным директором является Джулиан Барес.

## Разработанные игры
2K China разработали или разработали совместно следующие компьютерные игры.
| Год выпуска | Название                               | Для каких платформ была портированна или разработана \ Примечание |
| ----------- | -------------------------------------- | ----------------------------------------------------------------- |
| 2008        | Top Spin 3                             | Nintendo DS, Wii                                                  |
| 2008        | Sid Meier’s Civilization Revolution    | iOS, Windows Phone, Android                                       |
| 2009        | Major League Baseball 2K9              | PlayStation Portable, Wii                                         |
| 2009        | Don King Boxing                        | Nintendo DS                                                       |
| 2009        | NBA 2K10                               | PlayStation Portable                                              |
| 2010        | Major League Baseball 2K10             | PlayStation 2, PlayStation Portable, Wii                          |
| 2010        | The Misadventures of P.B. Winterbottom | Windows                                                           |
| 2010        | Carnival Games                         | iOS                                                               |
| 2010        | Sid Meier’s Pirates!                   | Wii                                                               |
| 2010        | NBA 2K11                               | PlayStation Portable                                              |
| 2010        | BioShock 2                             | Помощь в разработке                                               |
| 2011        | Carnival Games Volume II               | iOS                                                               |
| 2011        | Major League Baseball 2K11             | Nintendo DS, PlayStation 2, PlayStation Portable, Wii             |
| 2011        | Top Spin 4                             | Wii                                                               |
| 2011        | NBA 2K12                               | PlayStation Portable                                              |
| 2012        | Major League Baseball 2K12             | Wii                                                               |
| 2012        | Borderlands Legends                    | iOS                                                               |
| 2013        | NBA 2K14                               | Android, iOS                                                      |
| 2014        | BioShock                               | iOS                                                               |
| 2015        | Borderlands Online (Отменена)          | Windows. Ожидается на Android, iOS, PlayStation 2 и Windows Phone |